# Cineuropa
Cineuropa est un portail d’information en ligne dedié à la promotion du cinéma européen. Il publie quotidiennement des actualités, des critiques, des entretiens ainsi que des analyses sur l’industrie cinématographique, et met à disposition une base de données. Le site est disponible en quatre langues : anglais, français, italien et espagnol. Il est cofinancé par le volet MEDIA du programme « Europe Créative » de l’Union européenne. El País le qualifie de « média en ligne très apprécié dans l'industrie ».

## Historique
Cineuropa a été lancé en 2002 en tant que portail en ligne d’information sur le cinéma, à l’initiative d’Italia Cinema, un organisme du Ministère de la Culture italien chargé de promouvoir le cinéma italien à l’étranger.
Cineuropa est cofinancé par le volet MEDIA du programme « Europe Créative » de l’Union européenne. Il bénéficie également du soutien de MiC Ministero della Cultura - Direzione generale per il cinema e l'audiovisivo, Centre du Cinéma et de l'Audiovisuel de la Fédération Wallonie-Bruxelles, CNC – Centre national du cinéma et de l'image animée, Swiss Films, prix LUX du public du Parlement européen, Eurimages, Kosovo Cinematography Centre, Institut du cinéma de Slovaquie, ICAA - Instituto de la Cinematografía y de las Artes Audiovisuales, Film Fund Luxembourg, German Films, Centre slovène du film, Centre du cinéma lituanien, Centre national du film de Lettonie, Fondation Estonienne du Film, Centre National du Film Géorgien.